# Jos Castenmiller
Josephus Emanuel (Jos) Castenmiller (Katwijk, 23 december 1932) is een Nederlands politicus van de KVP en later het CDA.
Na de hbs ging hij in 1951 werken in het bedrijfsleven en in 1952 ging hij in militaire dienst. Hij zou tot 1955 bij het leger blijven waar hij het bracht tot reserve eerste luitenant bij de artillerie. In dat jaar maakte hij de overstap naar de gemeente Haarlemmermeer en daarna werkte hij voor de gemeente Raalte en daarop voor de gemeente Wormer. Rond 1962 trad hij in dienst bij de gemeente Eibergen en in maart 1966 werd hij de gemeentesecretaris van Uitgeest als opvolger van Jan Stuifbergen. In juni 1976 volgde zijn benoeming tot burgemeester van de gemeente Berkhout. Op 1 januari 1979 fuseerde Berkhout met enkele andere gemeenten tot de gemeente Wester-Koggenland waarvan Castenmiller op die datum de burgemeester werd. Uiteindelijk was hij van september 1987 tot zijn pensionering in januari 1998 de burgemeester van Uithoorn.
Begin 2009 kreeg Castenmiller omdat hij bijna elf jaar buitengewoon betrokken was geweest bij het Luchthavenpastoraat Schiphol de onderscheiding Ridder in de Orde van Sint-Silvester.